# NGC 7261
NGC 7261 je nevýrazná otevřená hvězdokupa v souhvězdí Cefea. Od Země je vzdálená asi 9 230 světelných let. Objevil ji John Herschel 5. října 1829.
Tato hvězdokupa má jasnost 8,4 magnitudy a je pozorovatelná i malým dalekohledem jako malá mlhavá skvrnka. Středně velký dalekohled v ní ukáže dvě desítky slabých hvězd, z nichž ta nejjasnější má hvězdnou velikost 9,6 a další mají velikost menší než 10,5.
Na obloze má rozměr asi 6 obloukových minut.